# Кекс
Кекс (пол. keks) — солодкий борошняний кондитерський виріб із дуже здобного тіста різної щільності залежно від рецептури й технології виготовлення.

## Опис
Кекс — це, по суті, солодкий хліб, тобто пиріг, до складу тіста якого (традиційно воно бісквітне, рідше дріжджове), крім борошна (і дріжджів), входять вода, яйця, маргарин, цукор, може бути також сіль, масло. Як додатки найпопулярнішими є родзинки, горіхи, цукати.
Випікають кекси зазвичай у видовжених або циліндричних формах, причому деякі з них глазурують помадкою, шоколадом, оздоблюють фруктами, мигдалем тощо.

## Історія виробу, його української назви й види
Продукт, подібний до кексів (у сучасному розумінні цього слова), відомий ще з часів Стародавнього Риму. Особливої популярності кекси набули за Середньовіччя в Англії та Німеччині.
Кондитерській виріб, що в українців розуміється під словом кекс, відомий під такою ж назвою у поляків і росіян. Саме з польської мови назва потрапила до України, поляки ж, імовірно, запозичили німецьке слово keks, яке у самих німців означає різновид печива (див. тут), а походить воно, імовірно, від англ. Cakes «пиріг». За СРСР найпопулярнішою була думка, що й українське, і російське кекс є безпосередньо англійським запозиченням, проте в такому разі незрозумілим є наявність слова з тотожним значенням у польській мові. Також варто зазначити, що низка борошняних виробів німецької та ін. європейських кухонь (напр. штолен) в українській мові визначатимуться саме як кекси, в мові оригіналу не будучи ними.
Ще в дореволюційний період у Російській імперії усталилися декілька типів кексів, що за часів СРСР зберегли своє існування — великі кекси, які було прийнято нарізати скибочками, і маленькі вироби. Маленькі кекси були одним з найпопулярніших виробів у шкільних їдальнях у часи застою.
Зараз кекс є радше десертом, на що промовисто вказують назви його сучасних марок, напр. Кекс до чаю.
Кекс є також продуктом домашнього приготування.

## Галерея

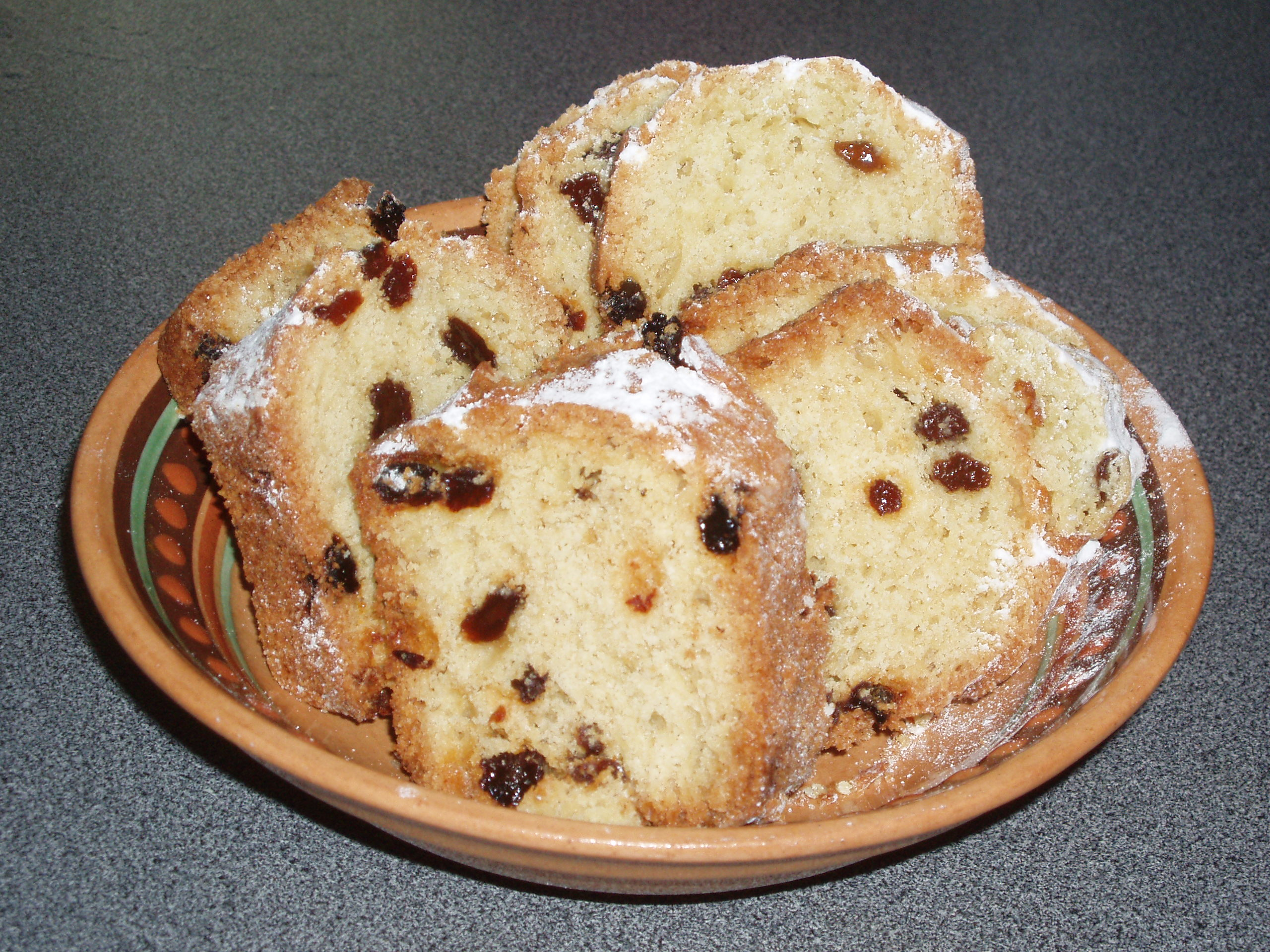
Кекс із родзинками
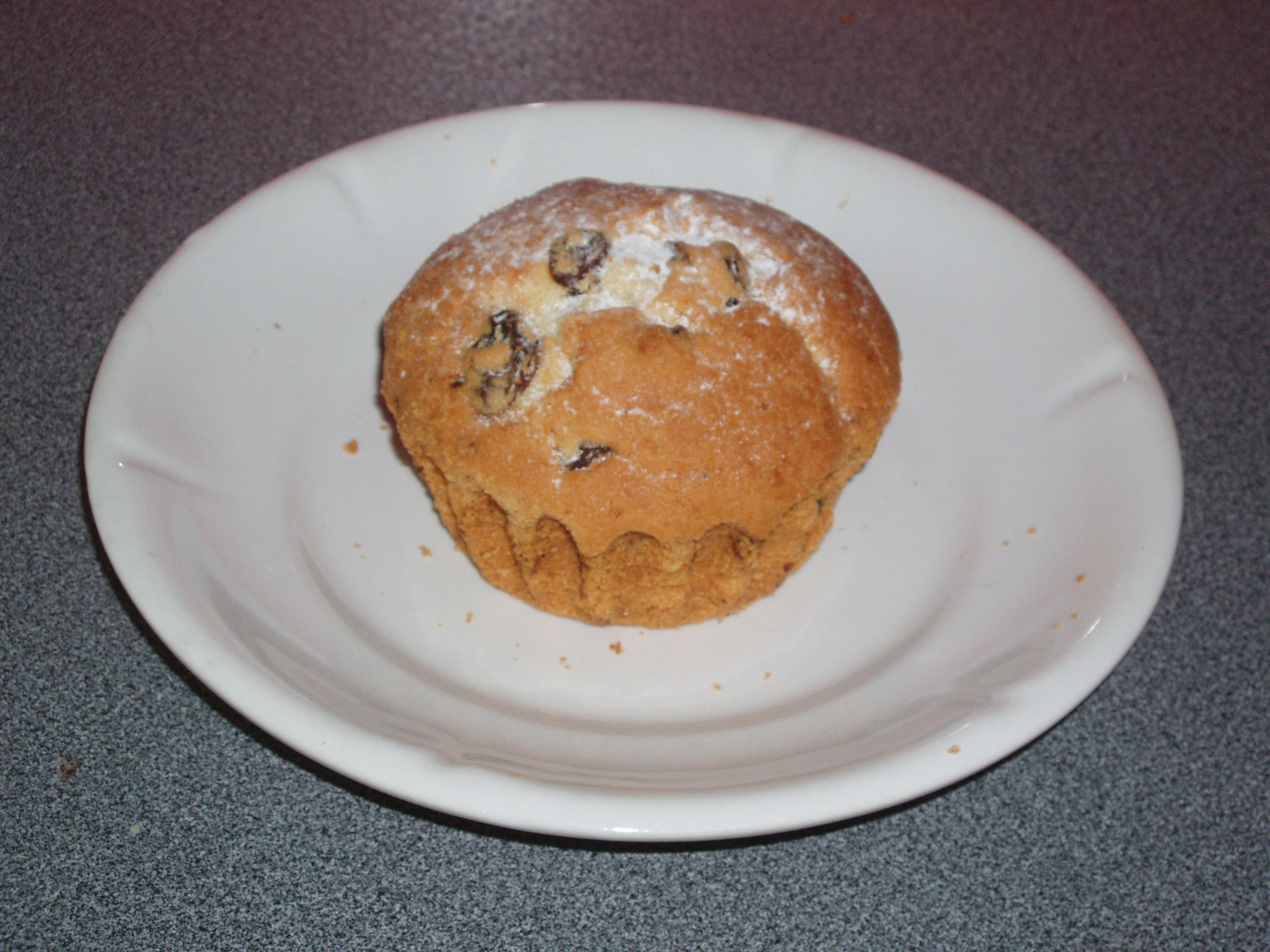
Маленький кекс із родзинками
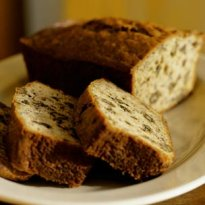
Банановий кекс із горіхами